# Boris H. Hardy
Boris Hardy (nacido Boris Hirsch; Buenos Aires, 1911-Ciudad de México, 7 de agosto de 2008) fue un guionista y director de cine argentino. Entre sus filmes más recordados se encuentran El que recibe las bofetadas (1947) y El extraño caso de la mujer asesinada (1949).
Fue hijo de los judíos Julius Hirsch Hardy (1882-1924) y Elisa Kun, originarios de Cornualles, Reino Unido, y que se asentaron en Argentina escapando de las diversas persecuciones en Europa hacía el pueblo judío. Estuvo casado con la también judía Elena Elisa Raskovan, con quien tuvo tres hijos, entre ellos Clarisa Hardy, quien fuera ministra de Planificación durante la primera administración de la presidenta de Chile Michelle Bachelet.

## Filmografía
Participó en los siguientes filmes:
Director
- El extraño caso de la mujer asesinada (1949)[4]
- El que recibe las bofetadas (1947)[4]
- Soy un infeliz (1946)[4][5]

Guionista
- La otra y yo (1949)[4]
- Soy un infeliz (1946)[4][5]